# Congrés Europeu de Lesbianes*

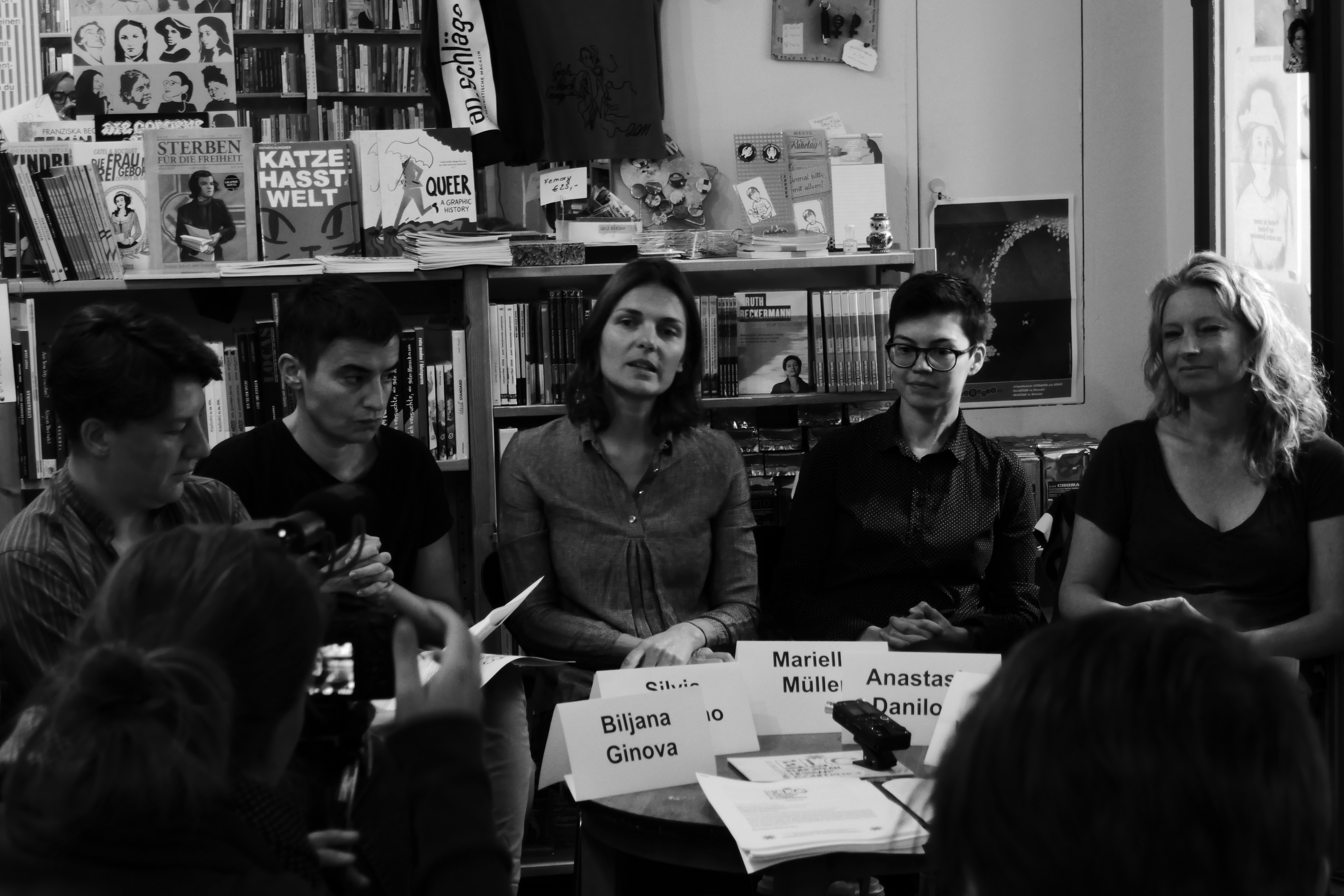
Roda de premsa de la ELC a la chicklit[Què ?], llibreria feminista

El Congrés Europeu de Lesbianes (en anglès, European Lesbian* Conference) (ELC) és una de les primeres conferències independents de lesbianes a Europa, celebrades del 5 al 8 d'octubre de 2017 al Brotfabrik a Viena, a Àustria.

## Història
El primer congrès internacional de lesbianes va ser organitzat per l'Internacional Lesbian Informació Servei (ILIS) dins del marc de l'Associació Internacional de Gays i Lesbianes (ILGA) l'any 1980 a Barcelona.
L'any 1998, ILIS va aturar totalment la seva activitat i va publicar un comunicat final. Sheley Anderson va redactar un informe de 58 pàgines titulat «Els drets de les lesbianes són drets humans» per ressaltar un dels focus principals de l' ILIS.
L'any 2016, al congrés anual de l'ILGA a Xipre, 70 activistes lesbianes europees van participar en un taller organitzat específicament per elles. Les participants del taller conclouen que és urgent reforçar i augmentar la visibilitat de lesbianes, desenvolupar xarxes i treballar les necessitats i l'opressió de lesbianes.
Després d'això, l'any 2017, el primer Congrès Europeu de Lesbianes es va organitzar independentment de l'ILGASilvia Casalino, Anastasia Danilova, Mariella Müller, Alice Coffin, Olena Shevchenko i Maria von Känel es troben entre les cofundadores. El 2 de 2 de 2, Ewa Dziedzic, Mariella Muller i Michae registren oficialment l'ONG amb seu a Viena, i presidida per Silvia Casalino i Mariella Müller.

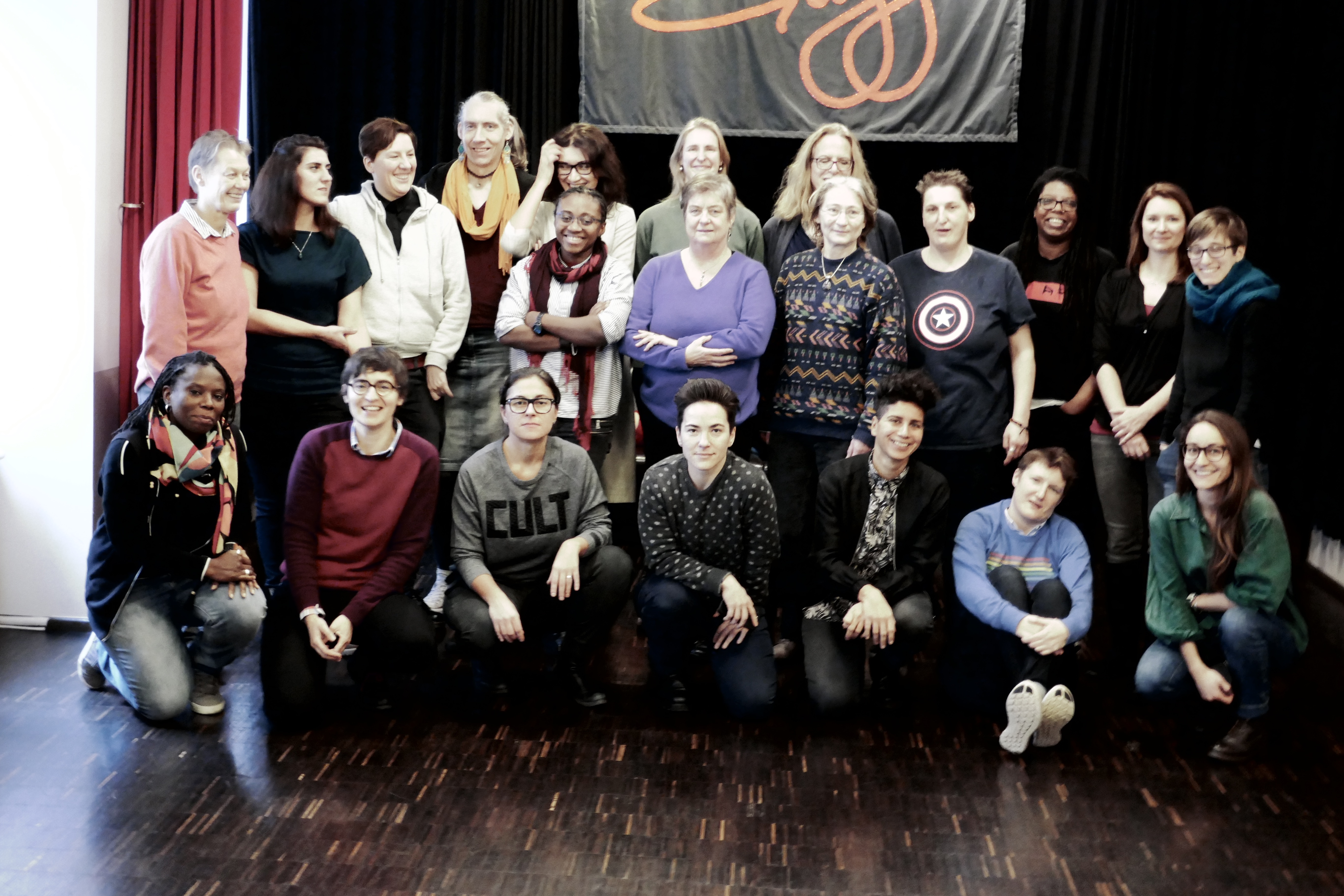
Alguns membres del consell d'administració de la conferència europea de les lesbianes (ELC) en el moment d'una reunió a Viena, en gener 2018

Karima Zahi representà el Congrés Europeu de Lesbianes durant la Jornada de visibilitat lesbiana al Parlament Europeu el 26 d'abril de 2018. En aquesta ocasió, discuteixen el problema de la lesbòfobia als països europeus, l'activisme de lesbianes dels Balcans i Turquia, la visibilitat de lesbianes en l'educació i els problemes a què s'enfronten els sol·licitants d'asil lesbianes. Les espanyoles Kika Fumero i Martha Fernándes Herráiz van ser representants de l'ONG Observatori Coeducatiu-Lgbti i Lesworking.

### La conferència de 2017 a Viena
Més de 400 dones de 44 països europeus i de l'Àsia central van ser convidades a la conferència, segons Maria von Känel. Tot i que Belgrad era considerat un possible lloc d'allotjament a primera vista, Viena és finalment escollit per motius logístics i perquè té una comunitat lesbiana activa i visible.
L'objectiu principal de la conferència és de fer les lesbianes visibles, de lluitar contra la lesbofobia i de promoure xarxes de solidaritat. Alice Coffin destaca el fet que quan una causa no és visible, no existeix. Per a les lesbianes, això es demostra mitjançant una anàlisi del pressupost destinat a les lesbianes. Segons Coffin, de 424 milions de dòlars assignats als projectes LGBT, només el 2% es distribueix a lesbianes. A més, l'assistència a les conferències ILGA continua sent cara. L'ELC permet la participació gratuïta de 100 persones i manté els costos de registre molt baixos per assegurar la diversitat dels participants i respondre a una crítica dirigida a l'ILGA des dels anys vuitanta.
La primera declaració inaugural es va fer per Ulrike Lunacek, llavors candidata del partit verd a les eleccions legislatives a VienaAl seu discurs inaugural, la política ecologista austríaca, que assumeix públicament la seva orientació lèsbica, subratlla que, tot i que el treball de visibilitat és crucial, també s'ha de progressar a nivell legal per garantir la igualtat de drets per les lesbianes. Altres declaracions inaugurals han estat fetes per Faika El-Nagashi, Ewa Dziedzic, Phyll Opoku-Gyimah i Linda Riley, l'editora l'editora de la revista Diva, que fan un discurs introductori a la conferència Dues dones africanes, incloent Chukwuike Obioma, no van poder anar a la conferència perquè no van obtenir una visa per a Àustria.
El lema general de la primera conferència ELC és CONNECTAR, REFLEXIONAR, ACTUAR i TRANSFORMAR.
Una manifestació es va organitzar als carrers de Viena, després del tancament de la conferència del 7 d'octubre

#### Temes principals de la conferència
Els temes principals son anunciats per Alice Coffin entre d'altres al setembre de 2017
- Activisme lesbià
- Investigacions lesbianes
- Polítiques lesbianes
- Organització de xarxes lesbianes

Elizabeth Holzleithner, professora de filosofia legal i estudis de gènere, imparteix una conferència inaugural sobre els aspectes legals, titulada «Legalment lesbiana». Aborda la història legal de les relacions sexuals entre dones.
Es dona un lloc especial a la història de lesbianes a Europa. Evien Tjabbes analitza l'aparició de l'ILIS a la dècada de 1980, el desig de parlar sobre temes lesbianes per separat de la ILGA, perquè les dones creuen que els problemes que afronten les lesbianes són diferents fins i tot si hi ha superposicions amb la temàtica LGBTIQ.
Alice Coffin, Hengameh Yaghoobifarah i Linda Riley discuteixen sobre ell lloc que les lesbianes ocupen als mitjans de comunicació.

### La conferència 2019
A l'any 2018, un comunicat de premsa anuncia que la jornada de 2019 se celebrarà a Kíev, Ucraïna, del 12 al 14 d'abril.

## Organització
Mariella Müller i Silvia Casalino són elegides presidentes de la fundació de l'EL*C al 2017. Altres membres s'incorporen al Consell d'Administració al 2017 : Biljana Ginova (secretària), Maria von Känel (secretària), Luise Luksch (tresorera) i Leila Lohman, Michaela Tulipan, Ewa Dziedzic, Olena Shevchenko, Aurora Baba, Alícia Taüt, Ilaria Todde, Anastasia Danilova, Pia Stevenson i Mihaela Despan. Dragana Todoriv s'incorpora al consell d'administració després de la conferència de Viena.